# Andreas I Imhoff
Andreas I Imhoff (Norimberga, 29 novembre 1491 – Norimberga, 24 ottobre 1579) è stato un banchiere, mercante, politico e patrizio tedesco della dinastia degli Imhoff.

## Biografia
Andreas I era figlio di Hans V Imhoff e di sua moglie, Katharina Muffel. In giovinezza studiò aritmetica e matematica in città, presso la scuola della chiesa di San Lorenzo. Dal 1504 al 1508 fu apprendista del ricco mercante di seta Girolamo de Piero a Venezia. Seguirono altri soggiorni all'estero: nel 1509 in Italia (Milano, Firenze, Roma, Bari, Napoli); nel 1510-14 all'Aquila; nel 1515-21 a Lione, in Spagna, e in Portogallo. Nel 1509 venne catturato e poi liberato nel corso di un saccheggio a una nave veneziana, svolgendo anche il lavoro di mercenario a Padova tra la fine del 1510 e l'inizio del 1511, quando venne colpito da una grave malattia a Bari, rimettendosi ad ogni modo.
Nel 1519 entrò ufficialmente a far parte dell'azienda di famiglia, occupandosi in particolare del commercio dello zafferano in Italia e nella Francia meridionale.
Dal 1528 al 1570, dopo lo scioglimento della vecchia società diretta da Pietro Imhoff il Vecchio, Andreas prese le redini della compagnia della sua famiglia con sede a Norimberga, gestendo transazioni commerciali in tutta Europa assieme ad altri sette soci tra parenti, fratelli e cugini. Nel 1547, col calo della domanda su vasta scala dello zafferano, venne costretto a ripensare agli obbiettivi della sua società e pertanto si concentrò sul prestito di denaro dietro interesse. Nel 1547 Filippo II di Spagna ricevette un prestito di 26.300 livres da Andreas Imhoff, mentre il duca Alberto di Baviera ne ricevette nel 1554 uno di 15.000 fiorini d'oro.
Andreas I fu consigliere dal 1523 e poi sindaco della città di Norimberga nonché depositario dei insegne imperiali conservate nella medesima città. Durante il proprio mandato come primo cittadino, si occupò di migliorare le difese della città con l'ampliamento e la fortificazione delle mura perimetrali di Norimberga. Egli fu inoltre sostenitore della vita culturale della città e fu tra i patroni dell'artista Albrecht Dürer e dello scrittore Hans Sachs. Emanò dei decreti appositi per la protezione degli uccelli (1526), sulla regolazione dei matrimoni (1543), prescrivendo come obbligatorio un anno di lutto per le vedove (1560) e stabilendo delle case di assistenza per donne sole o abbandonate (1562).